# كأس الأمير 2024–25
كأس الأمير 2024–25 هي النسخة ال63 من كأس الأمير الكويتي